# C'est fini, c'est fini
Pour plus de détails, voir Fiche technique et Distribution.
C'est fini, c'est fini (Voorbij, voorbij) est un téléfilm néerlandais de Paul Verhoeven, diffusé en 1981. Dans son ouvrage biographique sur Verhoeven, Douglas Keesey écrit que ce téléfilm représente l'épilogue du film précédent du réalisateur, Le Choix du destin.

## Fiche technique
Sauf indication contraire, les informations mentionnées dans cette section peuvent être confirmées par la base de données cinématographiques IMDb,  présente dans la section « Liens externes ».
- Titre original : Voorbij, voorbij[2]
- Titre français : C'est fini, c'est fini[3]
- Réalisation : Paul Verhoeven
- Scénario : Gerard Soeteman
- Montage : Ine Schenkkan
- Production : Joop van den Ende (nl)
- Pays de production :  Pays-Bas
- Langue originale : néerlandais
- Format : Couleurs
- Genre : Drame de guerre
- Durée : 65 minutes (1 h 5)
- Date de première diffusion :
  - Pays-Bas : 3 mai 1981 (KTO)

## Distribution
- André van den Heuvel : Ab
- Piet Römer : Gerben
- Hidde Maas : Arie
- Guus Oster : Ben
- Jan Retèl : Cees
- Jan Staal : Niels
- Leontien Ceulemans : Tine
- Andrea Domburg : Dorien
- Lous Hensen : Lenie
- Simone Kleinsma : La guide touristique
- Diane Lensink : Carrie
- Riek Schagen : La femme de Niels
- Maarten Spanjer : Le joggeur

## Production
Alors que le téléfilm a été tourné en 1979, sa première diffusion n'a eu lieu que deux ans plus tard. Il est passé sur la chaîne Katholieke Radio Omroep le 3 mai 1981. Selon le scénariste Gerard Soeteman, sa diffusion a été différée pour donner la priorité au film Spetters du même réalisateur, sorti en salles le 28 février 1980.